# シルディ・サイ・ババ
シルディ・サイ・ババ（ヒンディー語：शिरडी के साईं बाबा、英語：Shirdi Sai Baba, 1838年9月27日 - 1918年10月15日）は、別名「シルディのサイ・ババ」と云われたインドの霊的指導者。身長189cm。なお、シルディ・サイ・ババの正確な発音は、シルディー・サーイー・バーバー（Shirdī Sāī Bābā）である。

## 人物

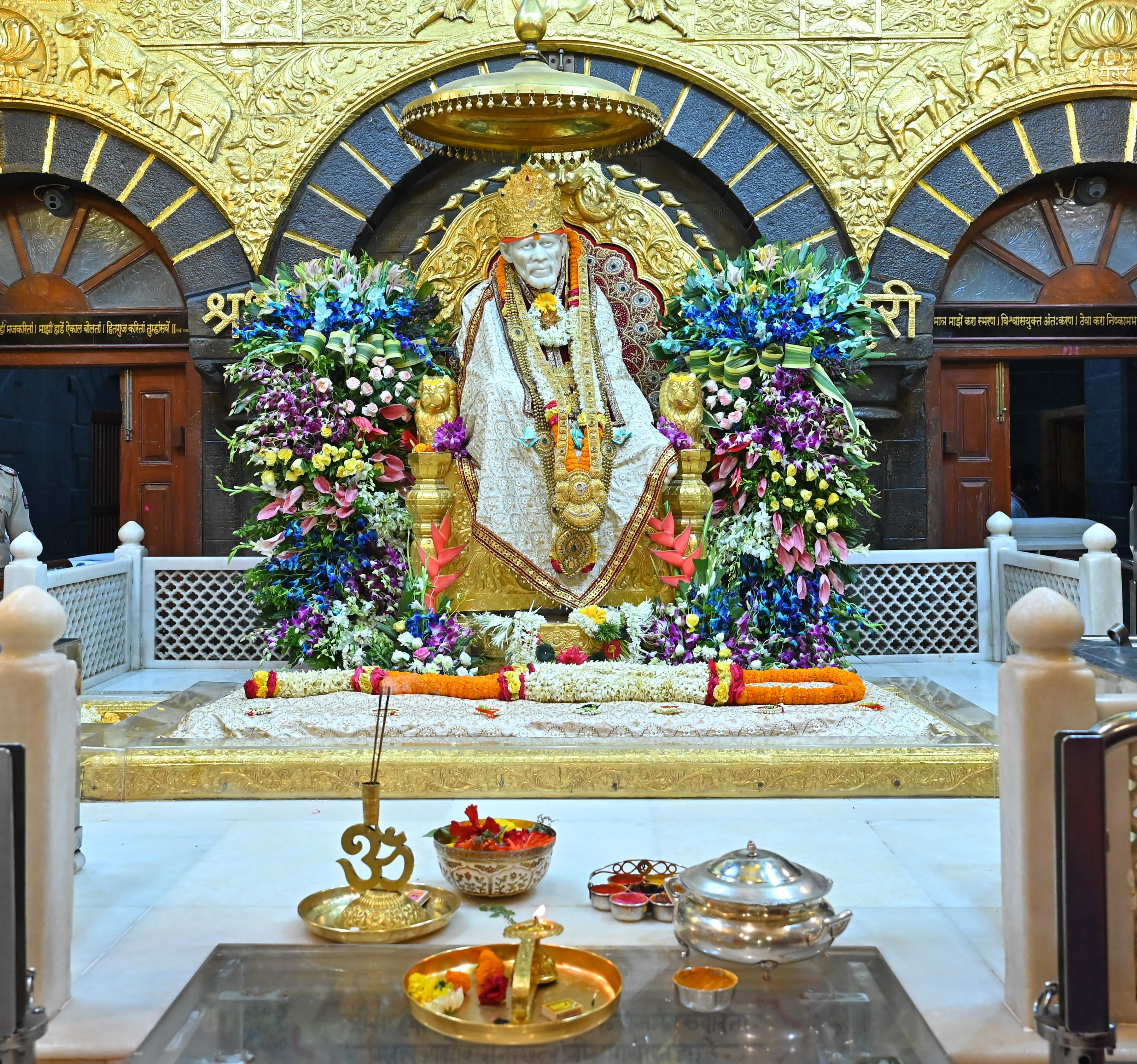
サイテンプル、シルディ（墓）

サイ・ババはヒンドゥーのヨーガ行者 （yogi） 、イスラームの修行僧つまりファキール（fakir） であり、没後も数多くのイスラーム教徒・ヒンドゥー教徒から聖者として崇められている。
ヒンドゥー教徒の中には、シルディ・サイ・ババをシヴァやダッタートレーヤー、またはカビールの生まれ変わりであると信じている者もおり、真の霊性の師 （satguru）として広く信仰されている。

## 呼称
「サーイー・バーバー（サイ・ババ）」という名は、イスラーム文化とインド文化が混合した呼称である。サーイー （Sāī） は、ペルシャ語で「聖なる者」、「聖者」を表し、通常、イスラム教の苦行者を意味する。また、バーバ ー（Bābā） は、インド語圏で「父」を示す。2つの信仰が1人の聖者によって融合し、「サーイー・バーバー ＝ 聖なる父」という名称が生まれる。

## 前史
サイ・ババはマハーラーシュトラの町はずれのシルディーという村で生まれたが、16歳になるまでの人生（出生、両親）は謎に満ちており、多数の仮説・推測が提議されている。

## 逸話
盗みを働いた男が警察に捕まった。男は腹いせに、「あいつに言われてやったんだ」とサイ・ババの名を挙げる。サイ・ババは既に名が知られていた。無論、警察は信じない。しかし冗談まじりに、「勿論ウソですよね」と聞きに行く。サイ・ババは言う。「そうだ、私に言われてやったのだ。全ての人は神の思し召しで行動しているのだから。」
この一言により、サイ・ババは神の化身と崇められるようになった。